# Сервомашинка

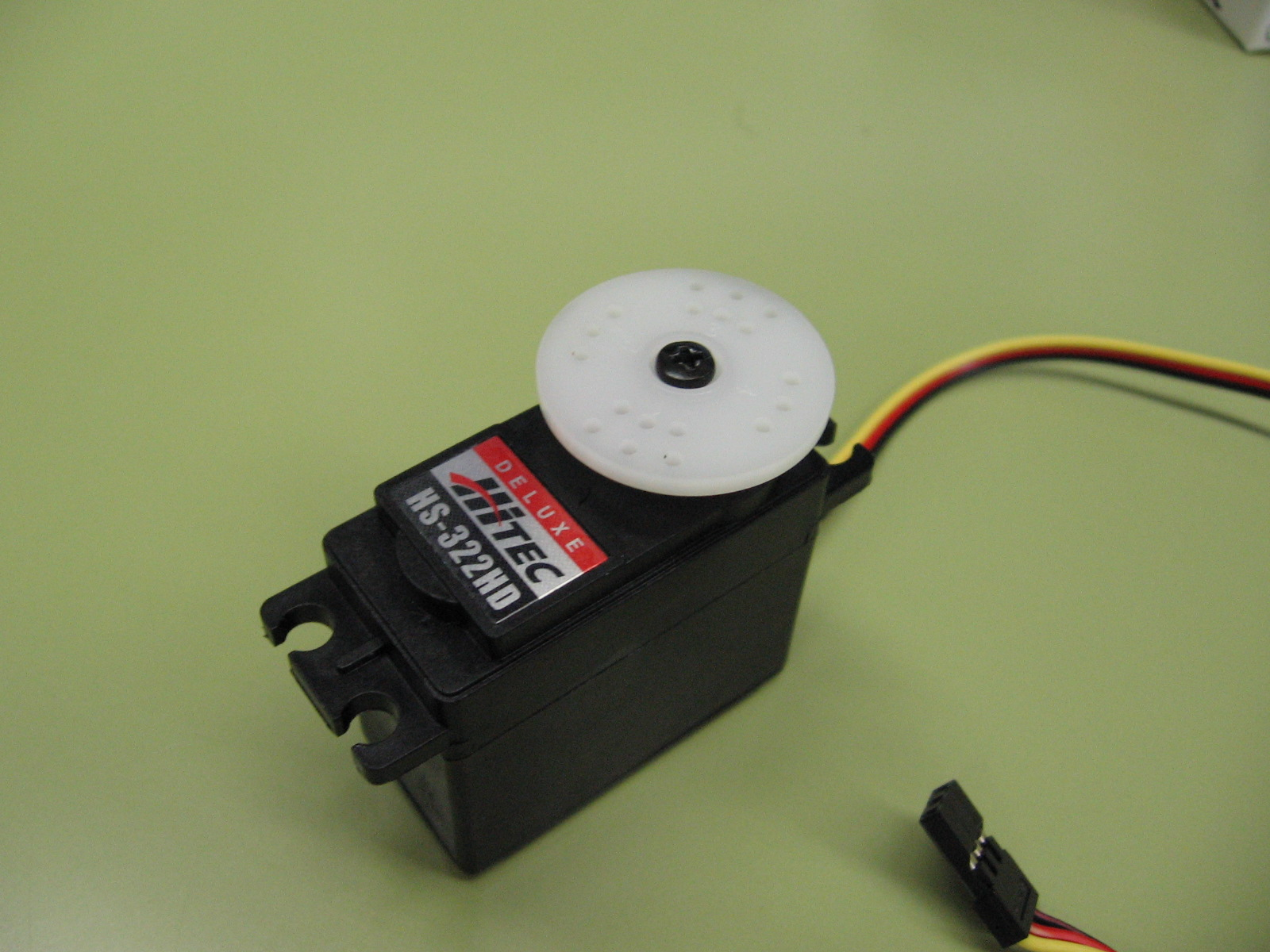
Сервомашинка

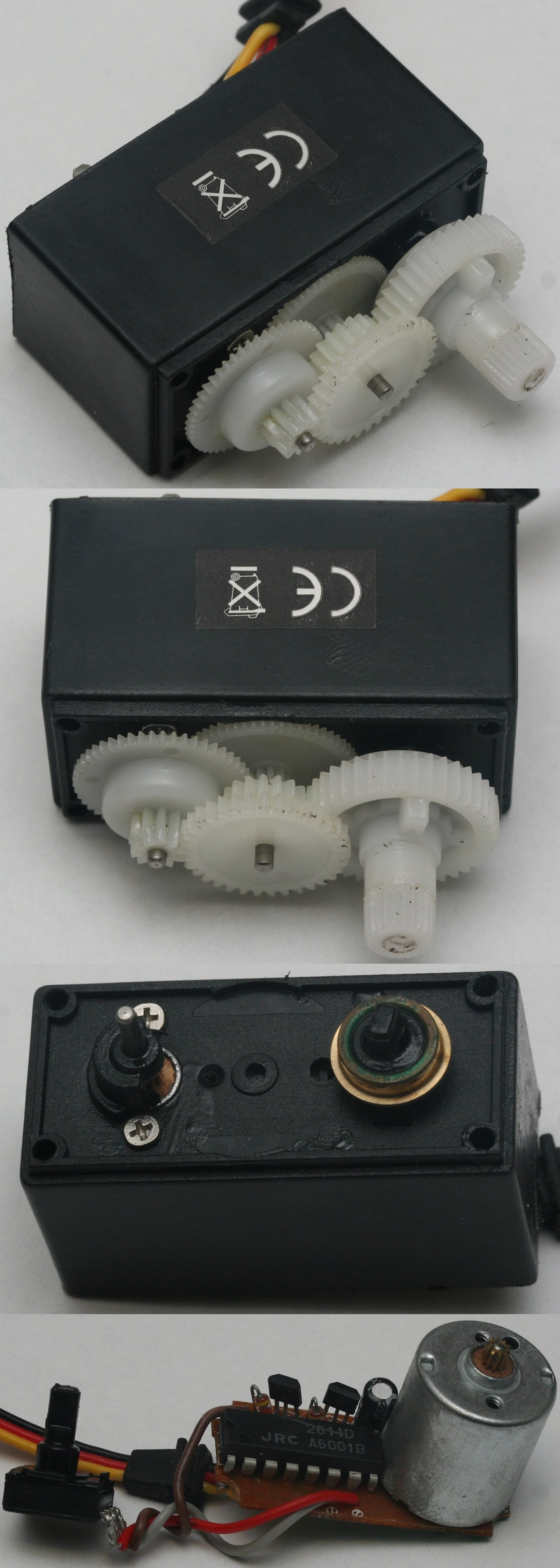
Механизм сервомашинки

Импульсный сигнал управления сервомашинкой

Рулевая машинка (сервомашинка, от англ. "servo") — в моделизме устройство для управления подвижными элементами действующих моделей, к примеру, сочленениями конечностей в роботах, или поворотом колёс автомодели.
Рулевая машинка состоит из электродвигателя, заключённого в один корпус с редуктором, и управляющей электроникой, которая чаще всего состоит из потенциометра обратной связи и платы управления.
Различие между моделями сервомашинок заключается в размере (от микро-сервомашинок для комнатных авиамоделей, до крупных машинок для тяжёлых моделей), развиваемом усилии и скорости работы (измеряется в с/°, то есть за какое время произойдёт поворот вала на данный угол). Сервомашинки также отличаются максимальным углом поворота выходного вала: для привода выпуска шасси авиамоделей выпускаются специальные сервомашинки с углом поворота вала до 180°; для любительской робототехники выпускаются сервомашинки, вращение вала которых не имеет ограничений вообще. Напряжение питания — 4,8 или 6 В, на высоковольтных до 8,4 В и более (зависит от спецификации).
В зависимости от типа использованной электроники, сервомашинки бывают аналоговыми и цифровыми. Аналоговые сервомашинки содержат относительно простую цепь управления позиционированием. Цифровые машинки содержат микроконтроллер в цепи обратной связи, что позволяет реализовывать сложные алгоритмы управления. Цифровые машинки обеспечивают более быструю и точную отработку благодаря встроенным бесколлекторным моторам, однако обладают более высокой стоимостью.
Используемые в моделизме сервомашинки, как правило, имеют унифицированный интерфейс подключения к устройству управления (радиоприёмнику), основанный на широтно-импульсной модуляции.
К особенностям качественных рулевых машинок следует отнести наличие в них подшипников качения, а также тип материала, из которого изготовлен редуктор — пластик или металл. Материал корпуса сервомашинки тоже разнится, как и продуманность конструкции, общая прочность и ресурс.
Иногда корпус делается в специальном исполнении — например, влагозащищенным (для авто- или судомоделей), либо плоским (для установки внутри крыла авиамодели).

## Сервосейвер

Сервосейвер

Сервосейвер — это маленькое устройство на валу сервомашинки, защищающее её от повреждений. В основном применяется на внедорожных автомоделях, так как при ударе вывернутыми колесами или после жёсткого приземления зубья в редукторе могут оказаться срезанными. Он при определённом усилии позволяет проскальзывать одному из компонентов привода. Многие из них имеют возможность возвращаться в исходное состояние после того, как усилие становится меньше.
На авиамоделях сервосейвер может представлять собой хрупкое или гибкое звено в тяге, передающей усилие от качалки машинки к органу управления. Под воздействием непреодолимого усилия (например, при неудачной посадке) звено разрушается или сгибается, защищая выходной вал сервомашинки от разрушительного воздействия.

## Обслуживание и ремонт
Наиболее частая поломка модельных сервомашинок — срезание зубьев редуктора вследствие воздействия непреодолимой нагрузки на вал. Для восстановления работоспособности поврежденных таким образом сервомашинок выпускаются специальные ремкомплекты — наборы запасных зубчатых колёс редуктора.
Работа сервомашинки может временно нарушаться после попадания в неё воды. Сопротивление потенциометра, определяющего положение вала машинки изменяется и машинка начинает самопроизвольно вращать выходной вал. Для устранения подобной неисправности корпус машинки следует открыть и тщательно просушить, например под светом настольной лампы накаливания (её ИК излучение нагревает детали, и они сушатся быстрее).
Со временем потенциометр внутри рулевой машинки приходит в негодность: ухудшается точность отработки, вблизи нейтрального положения вала, которое машинка занимает наиболее часто, появляется «мёртвая зона».

## Производители
- Futaba
- Hitec
- Multiplex
- JR
- Spektrum
- E-sky
- Savox
- Power HD
- ALIGN
- TowerPro